# Ludvy Vaillant
Ludvy Vaillant (Fort-de-France, Martinica, 15 de marzo de 1995) es un deportista francés que compite en atletismo, especialista en las carreras de velocidad. Ganó una medalla de  en el Campeonato Mundial de Atletismo de 2023, en la prueba de 4 × 400 m.

## Palmarés internacional
| Campeonato Mundial | Campeonato Mundial | Campeonato Mundial | Campeonato Mundial |
| Año                | Lugar              | Medalla            | Prueba             |
| ------------------ | ------------------ | ------------------ | ------------------ |
| 2023               | Budapest (Hungría) | Medalla de plata   | 4 × 400 m          |